# Sertularella fuegonensis
Sertularella fuegonensis är en nässeldjursart som beskrevs av El Beshbeeshy 1991. Sertularella fuegonensis ingår i släktet Sertularella och familjen Sertulariidae. Inga underarter finns listade i Catalogue of Life.